# Zákon o návratu
Zákon o návratu (hebrejsky חוק השבות‎, chok ha-švut) je izraelský zákon, který zaručuje každému člověku s židovskými kořeny a členům jeho rodiny právo přijít do Izraele a automaticky získat státní občanství. Zákon se nevztahuje pouze na člověka, který má židovskou matku či konvertitu, ale i na člověka, který má židovské příbuzenské vztahy ze strany otce či prarodičů. Byl schválen prvním Knesetem 5. července 1950. Netýká se ale těch Židů, kteří vyznávají jinou víru než judaismus (včetně mesiánských židů).